# JTG
Pour les articles homonymes, voir JTG (homonymie).
Jayson Anthony Paul, né le 10 décembre 1984 à Harlem, est un catcheur américain. Il est connu pour son travail à la World Wrestling Entertainment sous le nom de « JTG ».

## Carrière

### World Wrestling Entertainment(2006–2014 )

#### Territoire de développement (2006)
Paul commence à travailler pour la WWE en 2006, en catchant à la Ohio Valley Wrestling sous le nom de The Neighborhoodie, où il fait équipe avec Shad Gaspard, avec qui il crée The Gang Stars.

#### Débuts deCryme Tyme(2006-2007)
En 2006, l'équipe est transférée à Raw et modifie son nom en Cryme Tyme. Paul change également son nom en JTG. Le 16 octobre 2006, à Raw, Cryme Tyme fait ses débuts et gagne face au Spirit Squad. Leur phrase de catch est « Money money, yeah, yeah. ».
Le 2 septembre 2007, JTG et Shad Gaspard sont virés de la WWE.

### Retour à laWorld Wrestling Entertainment(2008-2012)

#### Retour deCryme Tyme(2008-2011)
JTG et Shad reviennent le 31 mars 2008, à Raw et battent Lance Cade et Trevor Murdoch.
Cryme Tyme collabore avec John Cena le 30 juin 2008 à Raw où ils l'aident en interférant dans le match de JBL. La semaine suivante, ils détruisent la limousine de JBL. Après un match, John Cena affirme avoir créé la CTC, « Cryme Tyme Cenation ».

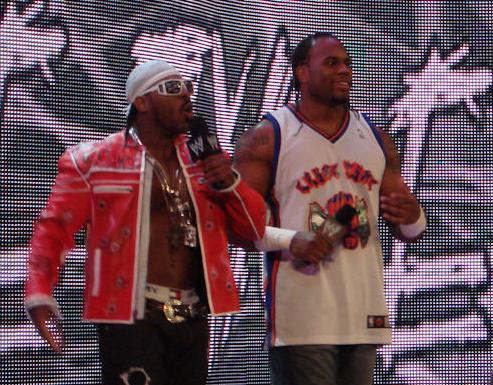
Cryme Tyme, composée de JTG et de Shad.

JTG et Shad tentent séparément leur chance face aux catcheurs d'autres équipes comme Cody Rhodes et Ted DiBiase mais sans résultat.
Le 15 avril 2009, Cryme Tyme est drafté à WWE SmackDown. Ils deviennent aspirants no 1 au titre par équipe face au Big Show et à Chris Jericho mais ne parviennent pas à remporter les ceintures. Le 2 avril 2010, Cryme Tyme perd face à John Morrison et R-Truth, ce qui énerve Shad qui s'en prend violemment à JTG : c'est la fin de Cryme Tyme. Ils s'affrontent à Extreme Rules et JTG l'emporte. Le 27 mai, à WWE Superstars, JTG perd contre Cody Rhodes et lors du SmackDown! du 18 juin, il bat Chavo Guerrero. Depuis, seul JTG combat occasionnellement à SmackDown! et régulièrement à WWE Superstars alors que Shad disparaît progressivement des écrans pour rejoindre la Florida Championship Wrestling. Lors du SmackDown du 27 août 2010, JTG affronte CM Punk mais il perd. Lors du Superstars du 24 septembre 2010, JTG affronte Primo Colon, mais il perd également. Le 18 octobre 2010 à Raw, il participe à une bataille royale Raw vs SmackDown durant laquelle il est éliminé. Lors du SmackDown du 5 novembre 2010, il perd contre Dolph Ziggler à cause du sleeper hold de ce dernier. Le 16 décembre, à Superstars, JTG bat Curt Hawkins. D'ailleurs, il l'affronte régulièrement ainsi que Trent Baretta. À la suite des ennuis de santé de R-Truth, JTG l'a remplacé comme pro de Johnny Curtis à WWE NXT. Lors de Superstars, JTG et Chris Masters battent Chavo Guerrero et Curt Hawkins. Lors du WWE SmackDown du 28 janvier 2011 il perd face à Drew McIntyre. Lors du SmackDown du 11 février, il perd contre Kane. Lors de la 5e saison de NXT, il est le pro assigné à Jacob Novak.

#### Retour à Raw (2011-2012)
Lors du draft supplémentaire, JTG est drafté à Raw. Lors du NXT du 3 mai, JTG perd contre William Regal par disqualification après que Jacob Novak ait frappé William Regal. Il entame une rivalité avec ce dernier et au fil des semaines, Novak et lui affrontent séparément Regal. À NXT, JTG manque de plus en plus de respect aux fans et le 17 mai, Novak est éliminé. JTG s'énerve contre les fans. La semaine suivante, il leur manque encore de respect et perd face à Conor O'Brian, rookie de Vladimir Kozlov. Il commence ainsi un heel turn pour la première fois de sa carrière. Mais à Superstars le 26 mai, il revient et perd face à Curt Hawkins avec Tyson Kidd, et fait un face turn. Le 7 mai à NXT, il présente son talk-show "Straight Outta Brooklyn"avec Tyson Kidd, et il y interviewe Yoshi Tatsu. Finalement, il officialise son Heel Turn le 9 juin à Superstars en combattant contre Chris Masters, mais il perd ce match. Lors de WWE Superstars du 4 août il assiste à la victoire de Vladimir Kozlov face à Primo. Le 30 septembre à WWE SmackDown il perd face à Zack Ryder. Lors de WWE Superstars du 13 octobre il perd face à Santino Marella. Le 27 octobre à WWE Superstars lui et Primo perdent contre Air Boom. Lors du WWE NXT du 2 novembre, il perd avec Maxine et Derrick Bateman contre Percy Watson, Titus O'Neil et AJ. Lors du Raw du 7 novembre, il perd contre Mason Ryan. Lors du 7 décembre à NXT, lui et Darren Young gagnent contre Titus O'Neil et Percy Watson. Lors du WWE Superstars du 29 décembre 2011, il perd face à Alex Riley. Lors du WWE Superstars du 9 février, il perd avec Michael McGillicutty contre le Latino Clan. Il effectue ainsi un Face Turn. Le 14 février, il a un grave accident et se fracture le bras gauche. À la suite de l'opération, il est absent pendant deux mois.

#### WWE NXT et Séries de défaites (2012-2013)
Il fait son retour lors du NXT du 25 avril, où il attaque Derrick Bateman, avant que Hornswoggle n'annonce qu'il doit affronter celui-ci. Il perd cependant son match contre Derrick Bateman. Lors du Raw du 30 avril, il perd face à Brodus Clay. Lors du WWE NXT du 2 mai, lui et Johnny Curtis perdent contre Tyson Kidd et Alex Riley. Dans la même soirée, il accepte la proposition d'Alicia Fox qui veut le faire changer. Lors du NXT du 9 mai, il bat Yoshi Tatsu. Il a un nouveau look (mélange de Cody Rhodes & Dolph Ziggler) grâce à Alicia Fox. Il a perdu un match face à Brodus Clay le 16 juillet à Raw. Lors du Raw du 13 août, il perd contre Ryback. Il apparait en tant que Face à Raw le 22 octobre lors du lumberjack match entre Sheamus et CM Punk car il était avec des superstars Faces et fait partie des superstars qui ramenait CM Punk sur le ring qui tenté de s'enfuir. Lors du Raw du 29 octobre, il perd contre Ryback. Lors de WWE Superstars du 16 novembre, il perd contre The Great Khali. Lors de WWE Superstars du 29 novembre, il perd contre Brodus Clay.
Lors de Raw du 17 décembre, il perd contre Brodus Clay. Lors du Main Event du 2 janvier, Yoshi Tatsu, Justin Gabriel, Kofi Kingston et lui battent Wade Barrett dans un Gauntlet Match bien qu'il se soit fait éliminer. Lors de WWE Superstars du 17 janvier, il perd contre Zack Ryder. Lors de WWE Superstars du 25 janvier, il perd contre Kofi Kingston. Lors de WWE Superstars du 15 mars, il perd contre Zack Ryder. Lors de WWE Superstars du 22 mars il perd avec McGuillicuty contre Tensai et Brodus Clay. Lors de WWE Superstars du 5 avril,il perd contre The Great Khali. À Payback 2013, il apparaît avec les bûcherons dans le match entre Cena et Ryback.

#### Retour et départ (2013-2014)
Il fait son retour, le 19 août 2013 à Superstars en perdant contre Kofi Kingston. Le 16 septembre à Superstars, il perd contre Santino Marella.
Le 12 juin 2014, la WWE annonce son départ de la fédération.

### Circuit Indépendant (2014-...)
Il lutte depuis dans des fédérations indépendantes et refait équipe avec Shad Gaspard depuis août 2014. Le 15 novembre 2014 lors de JAPW 18th Anniversary Show, lui et Shad Gaspard battent Danny Demanto et Damien Darling.
Le 4 novembre 2016 lors de AIW Double Dare 2016, JTG et Shad Gaspard perdent contre Brian Carson et Dr. Daniel C. Rockingham. Le 16 novembre lors de WrestlePro Rahway Show, il perd avec Craven Varro et Kevin Matthews contre Jos A, Jos B et Nikos Rikos.
Le 7 septembre 2017 lors de Bar Wrestling 4: Autumn in LA, il fait équipe avec Ethan Carter III, Luchasaurus et X-Pac et battent Brian Cage, Joey Ryan, Hot Young Briley et Eli Drake. Le 14 décembre lors de Bar Wrestling 7: A Christmas Special, il perd contre Eli Drake.

## Palmarès
- Fighting Evolution Wrestling
  - 1 fois FEW Tag Team Champion avec Shad Gaspard

- NWA Wildside
  - 1 fois NWA Wildside Tag Team Champion avec Shad Gaspard

- Ohio Valley Wrestling
  - 2 fois OVW Southern Tag Team Champion avec Shad Gaspard[13]
- Superstars of Wrestling Federation
  - 1 fois SWF Tag Team Champion avec Shad Gaspard

- Victory Independent Pro Wrestling
  - 1 fois VIP Heavyweight Champion[14]
  - 1 fois VIP Tag Team Champion avec Shad Gaspard

- Waco Association of Wrestling
  - 1 fois WAW Lonestar Champion

- World Wrestling Alliance
  - 1 fois WWA Tag Team Champion avec Shad Gaspard

## Récompenses de magazines
- Pro Wrestling Illustrated

| Année | 2007 | 2008 | 2009 | 2010 | 2011 | 2012 | 2013 | 2014 à 2020 | 2021 | 2022 |
| ----- | ---- | ---- | ---- | ---- | ---- | ---- | ---- | ----------- | ---- | ---- |
| Rang  | 199  | 185  | 90   | 84   | 153  | 208  | 190  | Non classé  | 313  | 414  |